# Smelowskia tibetica
Smelowskia tibetica là một loài thực vật có hoa trong họ Cải. Loài này được (Thomson) Lipsky miêu tả khoa học đầu tiên năm 1904.